# Neckar Riviera
La Fiat Neckar Riviera est une voiture fabriquée par le constructeur italien Fiat entre 1961 et 1963 en Allemagne par sa filiale Neckar. Ce sont les versions coupé et cabriolet de la fameuse Fiat 600, dessinées par le carrossier Vignale. On retrouve ce même modèle chez le constructeur argentin Fiat Concord à partir de 1962 sous le nom Fiat 770.
Sa création fut le résultat d'une proposition du carrossier Vignale qui présenta un prototype au salon de Turin de 1959. À la demande des responsables des filiales allemande et argentine, le modèle sera fabriqué dans ces deux pays sans que le modèle ne soit jamais produit directement par Fiat en Italie.
Construite sur la base de la fameuse Fiat 600 de 1957, elle fera l'objet d'une mise à jour sur la base de la Fiat 850, lors de son lancement en 1964.

## Histoire
Ce même modèle a reçu les appellations : 
- Fiat 600 Vignalina en 1959, pour sa production italienne assez confidentielle par Vignale,
- Fiat Neckar Jagst 770, en 1961 en Allemagne, version coupé
- Fiat Neckar Riviera Vignale en 1962 en Allemagne, version spyder
- Fiat 770 Vignale en Argentine, versions coupé et spyder.

## Première série
Cette voiture doit le dessin de sa carrosserie au célèbre atelier italien Vignale qui présenta en 1959 une étude baptisée Fiat 600 Vignalina et qui déboucha sur une fabrication en petite série. En 1962, Vignale créa une version Spyder, la Fiat Riviera Vignale.
En 1961, séduite par cette ligne élégante, la direction de Fiat Auto Italie, à la demande de sa filiale allemande, décida de faire fabriquer le Coupé dans sa filiale Fiat Neckar, sous le nom Fiat Neckar Jagst 770. 
Après avoir lancé la fabrication de la Fiat 600 berline en Argentine, qui évolua en 1962 avec la version "600 D", Fiat décida également de fabriquer localement cette version Coupé.
La base mécanique était la Fiat 600, équipée du moteur de la 600 D de 767 cm3 et 25 Ch.
Cette première version sera remplacée en 1966 par la Fiat 800.

## Seconde série - 1966
La Fiat 770 fut très bien accueillie en Allemagne comme en Argentine mais son niveau de finition était assez simple et la clientèle voulait un véhicule plus haut de gamme. La direction de Fiat décida de fournir, pour cette nouvelle série, la plateforme de la nouvelle Fiat 850. Les lignes des coupé et spyder furent à peine retouchées.
Fiat Neckar et Fiat Concord présentèrent la " Fiat 800" en versions coupé et cabriolet. La version Spider sera le premier véhicule de ce type à être fabriqué en Argentine.
La fabrication du Coupé s'arrêtera en 1969, celle du Spider en 1970 pour être remplacés par un modèle de gamme supérieure, la Fiat 1600 Sport en Argentine et la Neckar Mistral en Allemagne.

## La Fiat 770/800 Vignale dans le monde
- Italie : Fiat 600 Vignalina, fabriquée et commercialisée par Vignale,
- Allemagne : Fiat Neckar Riviera,
- Argentine : Fiat 770 Vignale.